# Fraunhofer-Institut für Schicht- und Oberflächentechnik
Das Fraunhofer-Institut für Schicht- und Oberflächentechnik IST, kurz Fraunhofer IST, ist eine Einrichtung der Fraunhofer-Gesellschaft. Das Institut hat fünf Standorte. Seinen Sitz hat es in Braunschweig. Gemeinsam mit den Fraunhofer-Instituten IKTS und IFAM ist das Fraunhofer IST Mitglied im Fraunhofer-Projektzentrum für Energiespeicher und Systeme ZESS am Standort Forschungsflughafen Braunschweig. Am Standort Göttingen besteht in Kooperation mit der HAWK Hochschule für angewandte Wissenschaft und Kunst Hildesheim/Holzminden/Göttingen das Fraunhofer-Anwendungszentrum für Plasma und Photonik. Am Standort Dortmund besteht als Außenstelle eine Kooperation mit ThyssenKrupp Steel Europe. Am Standort Wolfsburg besteht in Kooperation mit der Open Hybrid LabFactory e. V. das Fraunhofer-Projektzentrum Wolfsburg: Leichtbau und Elektromobilität. Seine Aktivitäten sind der angewandten Forschung im Fach Ingenieurwissenschaften im Gebiet der Werkstoffwissenschaft zuzuordnen. Das Fraunhofer IST ist Mitglied im Fraunhofer-Verbund Produktion, dem zwölf weitere Fraunhofer-Institute angehören.

## Geschichte
Das Institut wurde im Jahr 1990 gegründet und ist aus einem Forschungslabor von Philips in Hamburg hervorgegangen. Das Institut ist 1994 nach Braunschweig in neu errichtete Gebäude umgezogen, die sich neben dem Fraunhofer-Institut für Holzforschung (WKI) befinden.

## Forschung und Entwicklung
Die Schwerpunkte liegen in den Bereichen Oberflächentechnik, Beschichtungen, neue Schichtsysteme, Schichtcharakterisierung und Plasmatechnik. Das Institut ist in zwei Ebenen, Geschäftsfelder und Technologien, gegliedert.
Die Geschäftsfelder sind:
- Maschinenbau, Werkzeuge und Fahrzeugtechnik
- Luft- und Raumfahrt
- Energie und Elektronik
- Optik
- Life Science und Umwelt

Die zentralen Technologiefelder sind:
- Atmosphärendruckverfahren mit den Schwerpunkten elektrochemische Verfahren und Atmosphärendruck-Plasmaverfahren
- Niederdruck-Plasmaverfahren mit den Schwerpunkten Magnetronsputtern, hochionisierte Plasmen und plasmaaktivierte Gasphasenabscheidung
- Chemische Gasphasenabscheidung mit dem Schwerpunkt Heißdraht-CVD
- Zentrum für Tribologische Schichten mit den Schwerpunkten Reibungsminderung, Verschleiß- und Korrosionsschutz sowie Mikro- und Sensortechnik
- Anwendungszentrum für Plasma und Photonik mit den Schwerpunkten Atmosphärendruck- und mobile Plasmaquellen sowie Laser-Plasma-Technologie

Die umfangreichen Erfahrungen in der Schichtherstellung und Schichtanwendung werden unterstützt durch eine entsprechende Schicht- und Oberflächenanalytik, für die die modernsten Geräte zur Verfügung stehen, sowie durch die Simulation der vakuumbasierten Beschichtungsprozesse.

## Kooperationen
Mit der TU Braunschweig bestehen Kooperationsverträge.
Seit 2005 ist das Institut Mitglied des Kompetenznetz Industrielle Plasma-Oberflächentechnik (INPLAS), zu dem neben einer Anzahl von international namhaften Unternehmen auch die Bundesanstalt für Materialforschung und -prüfung (BAM), das Forschungszentrum Dresden-Rossendorf (FZD), das Fraunhofer-Institut für Elektronenstrahl- und Plasmatechnik (FEP), die Hochschule für angewandte Wissenschaft und Kunst (HAWK), das Institut für Oberflächentechnik der TU Braunschweig, das Leibniz-Institut für Plasmaforschung und Technologie (INP) und das Institut für Oberflächentechnik im Maschinenbau (IOT) der RWTH Aachen gehören. Ziel des Kompetenznetzes ist es, die weltweite Spitzenposition deutscher Unternehmen und Forschungseinrichtungen in der Plasma-Oberflächentechnik zu sichern und auszubauen. Das Kompetenznetz INPLAS wurde im Jahr 2006 vom Bundesministerium für Wirtschaft und Technologie in den „Club der Besten“-Netzwerke Deutschlands aufgenommen.
Außerdem ist das Fraunhofer IST Mitglied im Fraunhofer-Verbund Produktion. In diesem Verbund werden die Kompetenzen von 13 Fraunhofer-Instituten gebündelt, um eng und interdisziplinär vernetzt innovative Systemlösungen für deutsche und internationale Unternehmen anzubieten.

## Infrastruktur
Im Institut sind rund 280 Mitarbeiter tätig. Der Gesamthaushalt lag im Geschäftsjahr 2023 bei 19,81 Millionen Euro. Diese kamen zu 43 % aus der Grundfinanzierung von Bund und Ländern. Die Erträge aus Auftragsforschung für die Wirtschaft beliefen sich auf 6,44 Millionen Euro.
Die Einrichtung wurde ab 1999 von Günter Bräuer geleitet, der gleichzeitig auch das Institut für Oberflächentechnik (IOT) der TU Braunschweig leitete. Im Oktober 2020 übernahm Christoph Herrmann die Leitung des Fraunhofer IST.